# Ordre de Saint-Charles (Monaco)
Pour les articles homonymes, voir Ordre de Saint-Charles.
L'ordre de Saint-Charles (monégasque : U̍rdine de San Carlu) est la plus élevée des distinctions monégasques, devant l'ordre de Grimaldi.

## L’ordre
Créé le 15 mars 1858 par le prince Charles III, l’ordre de Saint-Charles est décerné par le prince souverain de Monaco pour récompenser le mérite et les services rendus à l’État ou à sa personne. L’ordre de Saint-Charles, considéré comme l’équivalent monégasque de la Légion d’honneur, est la plus importante distinction monégasque, devant l’ordre de Grimaldi.

### Classes
L'ordre de Saint-Charles comprend cinq classes par ordre croissant, les trois premières étant des grades et les deux plus élevées étant des dignités :
1. chevalier,
2. officier,
3. commandeur,
4. grand officier,
5. grand-croix.

### Chancellerie des ordres de la Couronne
- Grand maître de l’ordre : Albert II, prince souverain de Monaco, qui en reçoit le grand collier le jour de son intronisation.
- Chancelier : docteur Jean-Joseph Pastor, grand officier de l’ordre.
- Secrétaire général : Laurent Anselmi, commandeur de l’ordre.

Traditionnellement, le prince remet ces distinctions chaque année dans le cadre des cérémonies marquant la fête nationale de la Principauté (le 19 novembre depuis le règne de Rainier III, jour de la Saint-Rainier. Cette date a été fixée dans le calendrier par Albert II, alors que la tradition impliquait de la déplacer le jour de sa propre fête comme ses prédécesseurs avant lui.

## Médaille et ruban

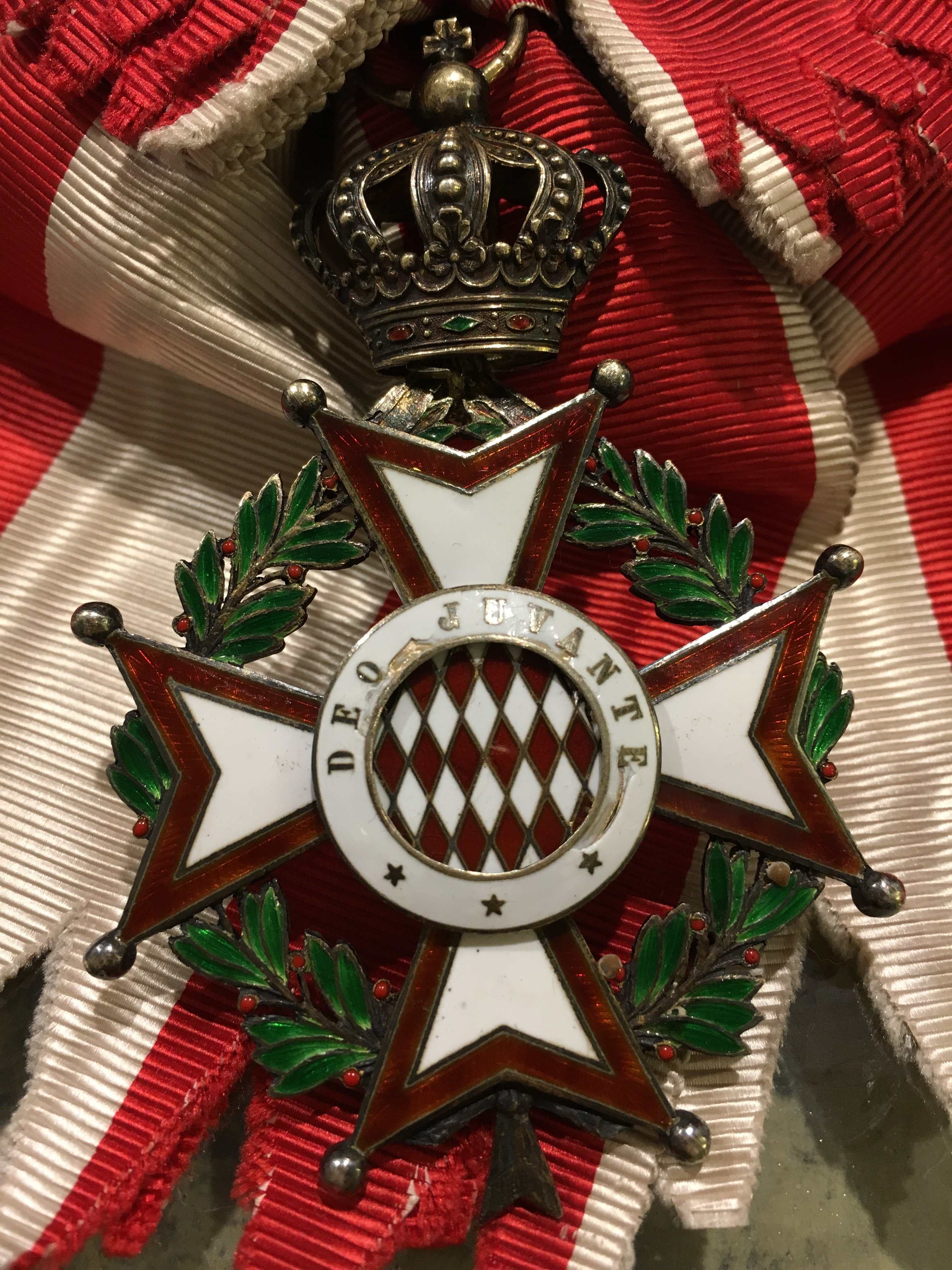
Revers de la croix de l'ordre.

La médaille se compose d'une croix dorée à quatre branches et huit pointes en émail blanc bordé de rouge ; au centre de la croix se trouve un médaillon, portant d’un côté, sur émail rouge, un double monogramme C avec la couronne princière, portant la légende Princeps et patria en or sur émail blanc ; de l’autre, un écu fuselé de gueules et d’argent, en émail rouge et blanc, portant la devise de la Principauté, Deo juvante. La croix est entourée d’une couronne de laurier et d’olivier en émail vert et surmontée de la couronne princière en or.
Le ruban est quant à lui composé de trois bandes verticales d’égale largeur, rouge de part et d’autre et blanche au centre, ces couleurs étant celles de la Principauté de Monaco.
| Barrettes de l'ordre | Barrettes de l'ordre | Barrettes de l'ordre | Barrettes de l'ordre | Barrettes de l'ordre |
| -------------------- | -------------------- | -------------------- | -------------------- | -------------------- |
| Grand-croix          | Grand officier       | Commandeur           | Officier             | Chevalier            |

## Conditions d'attribution
Les membres de la famille souveraine et les étrangers non compris, nul ne peut être admis dans l'ordre qu'avec le premier grade de chevalier. Pour être promu à un grade supérieur, il est indispensable d'avoir passé dans le grade inférieur : 
- 1° pour le grade d'officier, quatre ans dans celui de chevalier
- 2° pour le grade de commandeur, trois ans dans celui d'officier ;
- 3° pour la dignité de grand officier, quatre ans dans le grade de commandeur ;
- 4° pour la dignité de grand-croix, cinq ans dans celle de grand officier.

Des services extraordinaires peuvent, dans certains cas, dispenser de ces conditions.
Aucun membre de l'ordre ne peut porter la décoration de la classe à laquelle il a été nommé ou promu, qu'après sa réception. Les étrangers sont admis et non reçus.
Les grands-croix, les grands officiers et les commandeurs reçoivent la décoration des mains du prince, grand maître de l'ordre, et cette remise sert de réception. Le chancelier ou un membre de l'ordre, d'un rang au moins égal à celui du récipiendaire, délégué à cet effet, peut procéder à la dite réception, si ainsi ordonné par le Prince.
Le chancelier procède à la réception des officiers et des chevaliers ; en cas d'empêchement, un membre de l'ordre est délégué pour le remplacer. Le chancelier remet au récipiendaire, au nom du Prince, grand maître, le brevet ainsi que la décoration, s'il y a lieu, et lui donne l'accolade.

## Honneurs militaires
Les honneurs funèbres sont rendus par les carabiniers aux membres de l'ordre de Saint-Charles avec un protocole proportionnel au grade :
- Chevaliers, officiers et commandeurs : Les honneurs sont rendus à l'intérieur de l'église par un piquet de quatre carabiniers commandés par un gradé, en grande tenue et en armes, disposés autour du catafalque et faisant face au chœur.
- Grands officiers et grands-croix : Les honneurs sont rendus à l'entrée de l'église, à l'arrivée et au départ du corps du défunt par un peloton de vingt-quatre carabiniers en grande tenue et en armes, commandés par un officier.

## Bases légales
- Ordonnance du 16 janvier 1863 sur l'ordre de Saint-Charles, modifiée : Texte
- Ordonnance du 16 janvier 1863 fixant les statuts de l'Ordre de Saint-Charles, modifiée : Texte
- Ordonnance Souveraine no 125 du 23 avril 1923 concernant les insignes de l'Ordre de Saint-Charles : Texte

## Dans les armoiries de Monaco

Armoiries de Monaco.

Le collier de l’ordre de Saint-Charles accompagne l’écu dans les armoiries de Monaco.

## Récipiendaires connus
| Récipiendaire                         | Qualité                                                                                    | Classe         | Date             | Nominateur  |
| ------------------------------------- | ------------------------------------------------------------------------------------------ | -------------- | ---------------- | ----------- |
| Albert de Belgique,                   | Prince de Liège (lors de l'inauguration d'un monument au roi Albert Ier à Monaco)          | Grand-croix    | 13 octobre 1957  | Rainier III |
| Juan de Borbón y Battenberg           | Comte de Barcelone                                                                         | Grand-croix    | 11 mai 1962      | Rainier III |
| Juan Carlos Ier                       | Roi d'Espagne                                                                              | Grand-croix    | 26 novembre 1975 | Rainier III |
| Albert de Monaco                      | Marquis des Baux, futur prince Albert II                                                   | Grand-croix    |                  | Rainier III |
| Caroline de Monaco                    |                                                                                            | Grand-croix    |                  | Rainier III |
| Jacques Chirac                        | Président de la République française                                                       | Grand-croix    |                  | Rainier III |
| Victor-Emmanuel de Savoie             | Chef de la Famille royale italienne                                                        | Grand-croix    |                  | Rainier III |
| Mireya Moscoso                        | Présidente de la République du Panama                                                      | Grand-croix    |                  | Rainier III |
| Alejandro Toledo                      | Président de la République du Pérou                                                        | Grand-croix    |                  | Rainier III |
| Abel Pacheco de la Espriella          | Président de la République du Costa Rica                                                   | Grand-croix    |                  | Rainier III |
| Gueorgui Parvanov                     | Président de la République de Bulgarie                                                     | Grand-croix    |                  | Rainier III |
| Carlo Azeglio Ciampi                  | Président de la République italienne                                                       | Grand-croix    |                  | Albert II   |
| Janez Drnovšek                        | Président de la République de Slovénie                                                     | Grand-croix    |                  | Albert II   |
| Zine el-Abidine Ben Ali               | Président de la République tunisienne                                                      | Grand-croix    |                  | Albert II   |
| Nicolas Sarkozy                       | Président de la République française                                                       | Grand-croix    |                  | Albert II   |
| Stjepan Mesić                         | Président de la République de Croatie                                                      | Grand-croix    |                  | Albert II   |
| Traian Băsescu                        | Président de Roumanie                                                                      | Grand-croix    |                  | Albert II   |
| Fra' Matthew Festing                  | Prince et grand maître de l'ordre souverain de Malte                                       | Grand-croix    |                  | Albert II   |
| Abdoulaye Wade                        | Président de la République du Sénégal                                                      | Grand-croix    |                  | Albert II   |
| Francesco Mussoni et Stefano Palmieri | Capitaines-régents de Saint-Marin                                                          | Grand-croix    |                  | Albert II   |
| Danilo Türk                           | Président de la République de Slovénie                                                     | Grand-croix    |                  | Albert II   |
| Michel Sleiman                        | Président de la République libanaise                                                       | Grand-croix    |                  | Albert II   |
| Amadou Toumani Touré                  | Président de la République du Mali                                                         | Grand-croix    |                  | Albert II   |
| Hubert Védrine                        | Ministre des Affaires étrangères français                                                  | Grand officier |                  | Rainier III |
| Dominique de Villepin                 | Secrétaire général de la Présidence de la République française                             | Grand officier |                  | Rainier III |
| Patrick Leclercq                      | Ministre d'État de Monaco                                                                  | Grand officier |                  | Rainier III |
| Emmanuel-Philibert de Savoie          | Prince héritier de la Famille royale italienne                                             | Grand officier |                  | Rainier III |
| Jean-Paul Proust                      | Ministre d'État de Monaco                                                                  | Grand officier |                  | Albert II   |
| Jacques Diouf                         | Directeur général de l'Organisation des Nations unies pour l'alimentation et l'agriculture | Commandeur     |                  | Rainier III |
| Max Mosley                            | Ancien président de la Fédération internationale de l'automobile                           | Commandeur     |                  | Albert II   |
| Bernie Ecclestone                     |                                                                                            | Commandeur     |                  | Albert II   |